# Железнодорожная тропа
Железнодорожная тропа (англ. Rail trail) — туристический маршрут, пролегающий по территории бывших железных дорог и станций.
Такие маршруты появляются в результате организованного превращения заброшенной железнодорожной инфраструктуры в многофункциональные рекреационные места для прогулок, езды на велосипеде, а иногда и на лошадях. Проходя через старинные районы и имея на своём пути привлекательные объекты, они притягивают большое количество посетителей. Некоторые из них являются междугородними. Иногда подобные тропы проходят вдоль работающих железных дорог, и в этом случае они называются Rails with trails. В силу характерной формы некоторые железнодорожные тропы имеют свойства «зелёной дорожки» или линейного парка.

## Железнодорожные тропы мира

### Америка

#### Бермудские острова
Бермудская железная дорога перестала функционировать в 1948 году. Некоторые её участки были перестроены для автомобильного движения, а в 1984 году 18 миль были преобразованы в места, зарезервированные для пешеходов и велосипедистов.

#### Канада
Рекреационная тропа Kettle Valley Rail Trail в Британской Колумбии была построена на месте заброшенной железной дороги Kettle Valley Railway в 1990-х годах. Самая длинная железнодорожная трасса в Канаде — защищённый линейный парк Newfoundland T'Railway — была создана в 1988 году после прекращения железнодорожного сообщения на острове Ньюфаундленд в 1988 году. После того как в 1989 году была остановлена железная дорога Prince Edward Island Railway, правительство острова Принца Эдуарда приобрело право на создание по всей бывшей железной дороге пешеходного и велосипедного маршрута, который в зимние месяцы используется в качестве ухоженной снегоходной тропы, управляемой ассоциацией PEI Snowmobile Association.
Также железнодорожные тропы имеются во Фредериктоне (по железнодорожному мосту); в Квебеке (по долине реки Rivière du Nord); два маршрута в Торонто (Beltline Trail и West Toronto Railpath); в провинции Онтарио и в Виннипеге; а также самая длинная в мире сеть туристических маршрутов, предназначенная для путешественников — Trans Canada Trail, которая простирается на 24 000 километров.

#### США

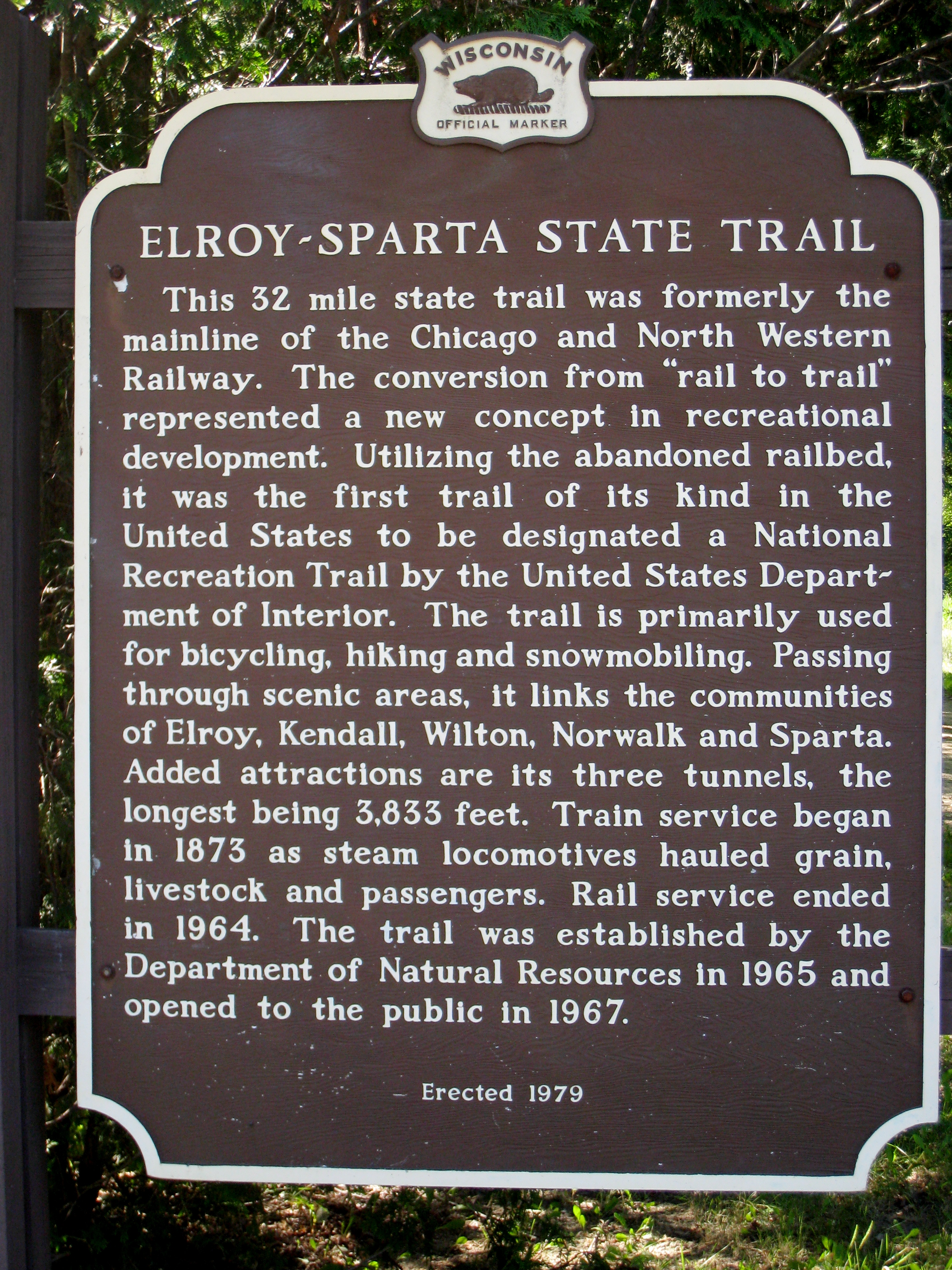
Elroy-Sparta State Trail

Первой заброшенной железной дорогой в Соединённых Штатах, превратившейся в рекреационную тропу, стала Elroy-Sparta State Trail в Висконсине, которая открылась в 1967 году. В следующем году был открыт маршрут Illinois Prairie Path. Преобразование рельсовых дорог в туристические тропы ускорилось благодаря принятию в 1983 году федеральным правительством законодательства, поощряющего использование железнодорожных коридоров. Правительства штатов, муниципалитеты, природоохранные органы и частные организации приобретали железнодорожные коридоры для создания, расширения или благоустройства Open space reserve.
Самый длинный разработанный железнодорожный маршрут Katy Trail в парке Katy Trail State Park в Миссури в настоящее время составляет 240 миль (390 км). По завершении строительства тропы Cowboy Trail в штате Небраска, она станет самой длинной в США, простираясь на 321 милю (517 км). Находящийся в стадии строительства маршрут BeltLine, в Атланте, штат Джорджия, в 2030 году, когда ожидается его завершение, станет одним из самых длинных непрерывных маршрутов.
Американская некоммерческая организация Rails-to-Trails Conservancy целенаправленно работает с административными структурами, чтобы сохранить неиспользуемые железнодорожные коридоры, преобразовав их в железнодорожные рекреационные маршруты в Соединенных Штатах Америки.

### Европа

#### Бельгия
Сеть RAVeL network в Бельгии объединяет преобразованные трассы и дорожки в рекреационный маршрут длиной в 1200 километров для пеших путешественников, велосипедистов, наездников и катающихся на роликовых коньках. Существует также маршрут Vennbahn, который проходит вдоль границы между Бельгией и Германией по заброшенной, построенной ещё Пруссией, железной дороге.

#### Великобритания
Соединённое Королевство имеет вторую по величине сеть железнодорожных маршрутов в Европе после Германии. Развитие железнодорожных рекреационных маршрутов здесь выросло после крупной программы закрытия железнодорожных линий в 1960-х годах, известной как Beeching cuts. С тех пор приблизительно до 2200 миль (3500 км) вышедших из употребления железнодорожных линий в Великобритании были преобразованы в общественные досуговые объекты.
Многие из этих бывших железнодорожных линий являются частью британской национальной сети National Cycle Network, состоящей из десяти различных маршрутов. В числе других городских и пригородных железнодорожных троп — Fallowfield Loop railway line в Манчестере, Middlewood Way в Чешире, Ebury Way в Уотфорде и Tarka Trail в Девоне; известные сельские железнодорожные маршруты — Dava Way и High Peak Trail.
В Лондоне была предложена система преобразования некоторых заброшенных лондонских подземных туннелей в рекреационные железнодорожные тропы под городом, но это предложение не было утверждено.

#### Германия
Несмотря на самую большую протяжённость железных дорог, в Германии мало рекреационных железнодорожных троп, но имеются десятки проектов по их строительству. На сегодня самые известные немецкие маршруты на старых железных дорогах — это Maare-Mosel-Radweg, Ruwer-Hochwald-Radweg и Schinderhannes-Radweg.

#### Ирландия
В Ирландии, как и Великобритании, произошло существенное сокращение железнодорожной сети в середине XX века, оставившее много заброшенных железных дорог. Многие территории бывших линий были рекультивированы, часть из них приобретена частными владельцами, но оставшиеся дают возможность для развития железнодорожных троп. Great Western Greenway на острове Акилл был создан в 2011 году. В 2013 году был завершён 36-километровый фрагмент рекреационной тропы от Раткила до Аббифила.
Было предоставлено разрешение на перестройку бывшей железной дороги от Голуэя до Клифдена в зелёную прогулочную зону, но переговоры с землевладельцами о маршруте всё ещё продолжаются. Участок железнодорожной дороги Western Railway также был анонсирован для переустройства в качестве зелёной дороги, но встретил некоторое сопротивление со стороны компаний, желающих перестроить саму бывшую железную дорогу.

#### Испания
С разветвлённой сетью железных дорог, Испания занимает высокое место в Европе по числу велосипедных и пешеходных маршрутов на старых железных дорогах. Эти трассы управляются и координируются Испанским фондом железных дорог и специальным учреждением, созданным в 1985 году. Многие переоборудованные пути были изначально построены для горнодобывающей промышленности, соединяя отдалённые горные районы с портами на побережье, и теперь превратились в живописные маршруты из девственных внутренних ландшафтов к морю.

### Азия

#### Сингапур
Вышедшая из употребления железная дорога страны находится в непривлекательной местности, и правительство было обеспокоено тем, что эти земли будут освоены. Однако ряд организаций, включая Nature Society Singapore, разработали комплексные планы по поддержанию железных дорог привлекательными для туризма и отдыха. Веб-сайт Green Corridor также способствует этому проекту.

### Океания

#### Австралия

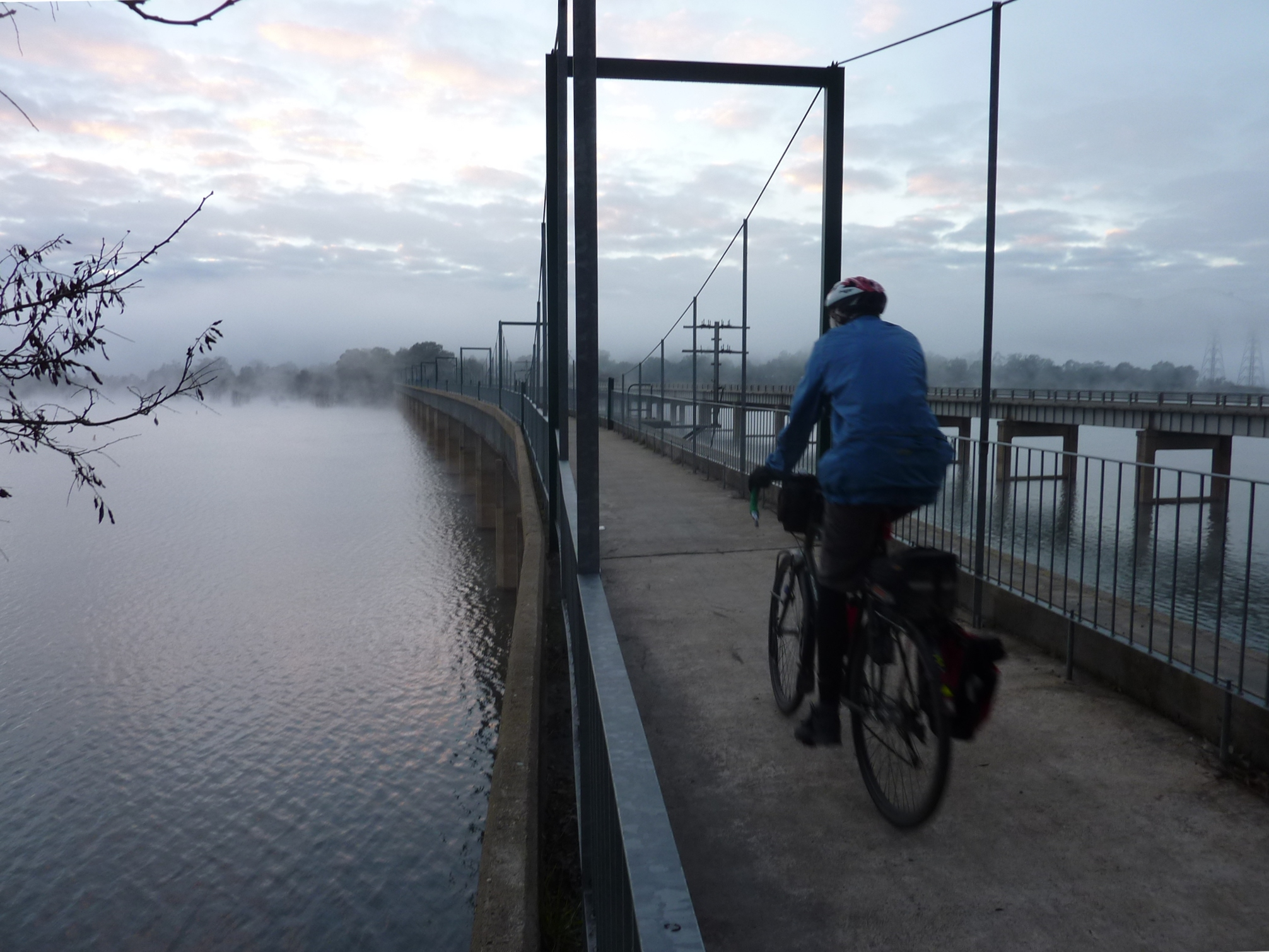
Мост на Great Victorian Rail Trail

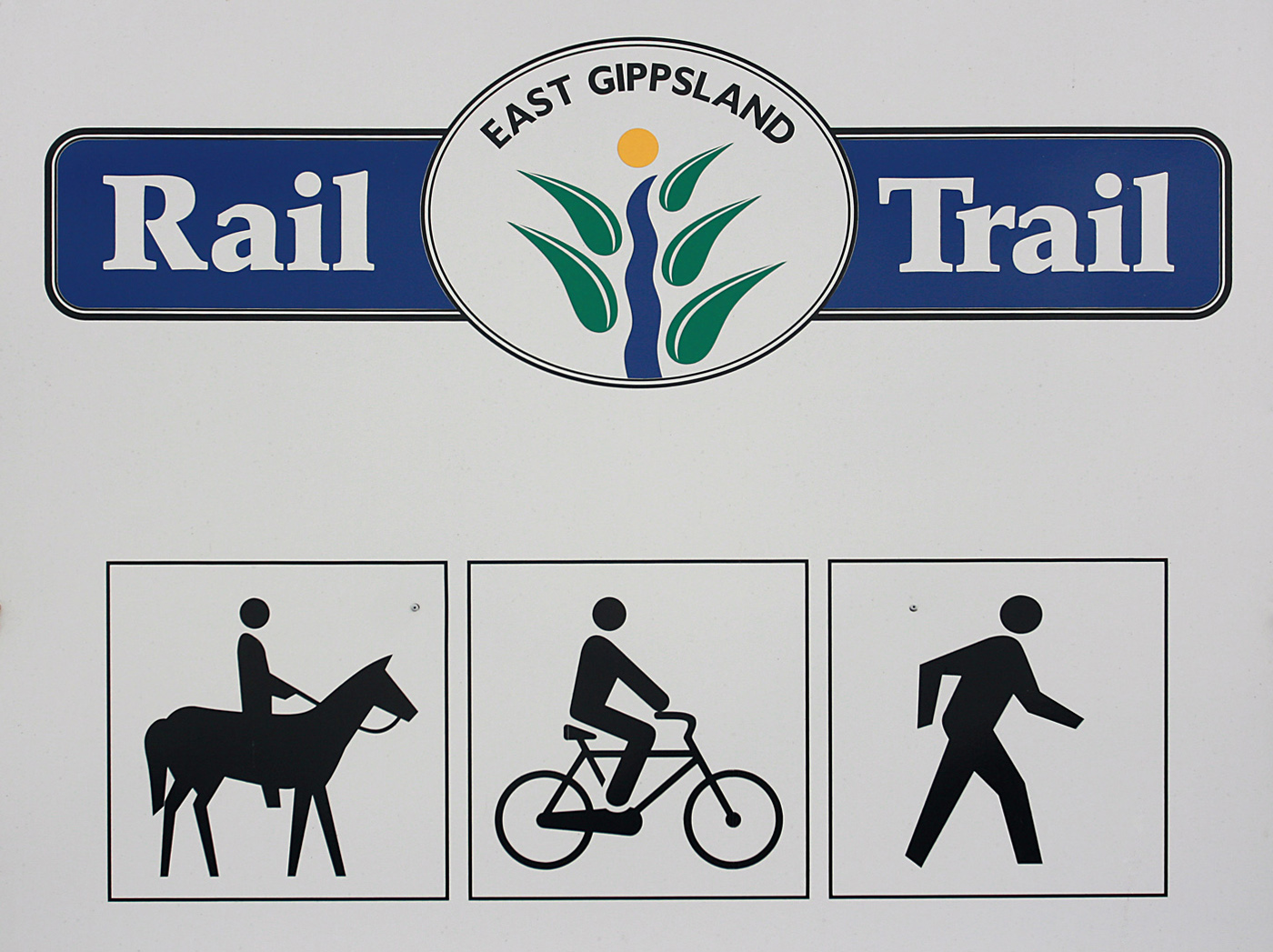
Обозначение East Gippsland Rail Trail

После пика развития железнодорожных дорог в Австралии второй половины XIX века они стали убыточными, когда закончилась золотая лихорадка. Спустя десятилетия сооружения нашли новое применение в качестве туристических объектов, преобразованных в железнодорожные тропы. В настоящее время в стране существуют десятки таких маршрутов. Их финансирование, как правило, ведётся примерно в равных долях от федеральных, штатных и местных органов власти, а также на добровольные пожертвования граждан. Крупнейшим является весьма популярный маршрут Great Victorian Rail Trail, проходящий через крутые долины и открытую сельскую местность. Сайт Rail Trails Australia является хорошим источником информации о рекреационных тропах в Австралии.

#### Новая Зеландия
По Новой Зеландии тоже проложен ряд железнодорожных туристских маршрутов, наиболее известными из них являются Hauraki Rail Trail, Otago Central Rail Trail и Little River Rail Trail. Проект New Zealand Cycle Trail, инициированный правительством, значительно ускорит создание новых трасс.